# Compromís
Compromís (auch Coalició Compromís) ist ein Bündnis linker Regionalparteien in der spanischen Region Valencia.

## Mitgliedsparteien

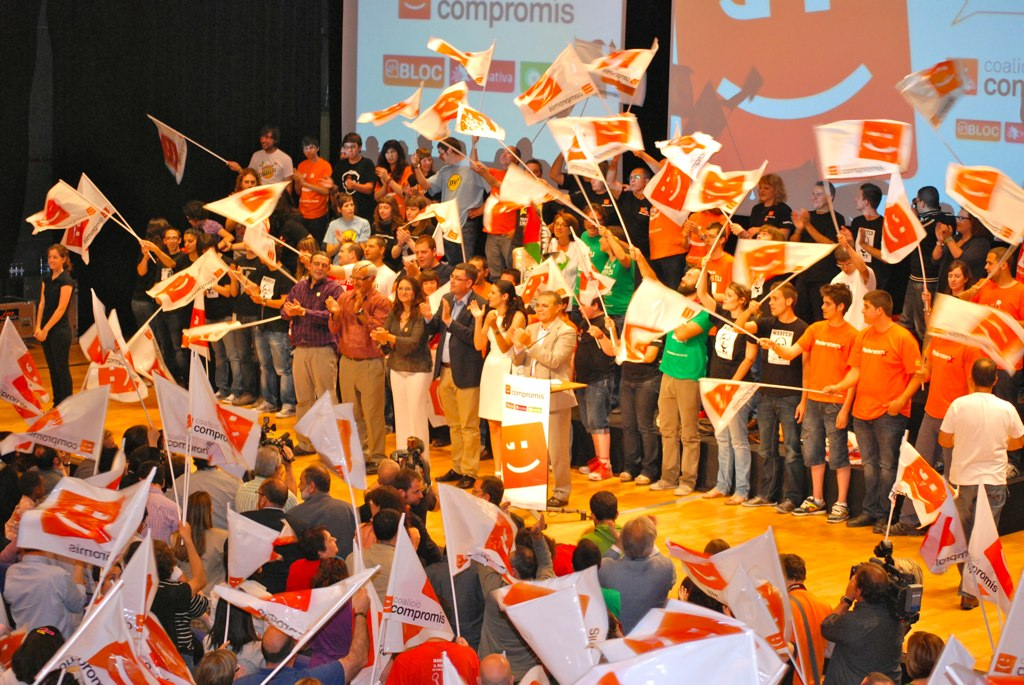
Compromís politisches Treffen im Jahr 2011

Dem Bündnis Compromís gehören der Bloc Nacionalista Valencià (BLOC), Iniciativa del Poble Valencià (IdPV) und Verds Equo del País Valencià (VerdsEquo) an.
BLOC entstand 1998 als Zusammenschluss verschiedener valencianischer Linksparteien und versteht sich als „Organisation des progressiven valencianischen Nationalismus“.
Die Partei Iniciativa del Poble Valencià definiert sich selbst als ökosozialistisch. Sie entstand 2008 als Abspaltung von dem valencianischen Regionalverband der Izquierda Unida (IU).
Bei VerdsEquo handelt es sich um eine grüne Partei, die 2014 aus dem Zusammenschluss der valencianischen grünen Partei Els Verds-Esquerra Ecologista del País Valencià (EV-EE) und des valencianischen Regionalverbands der gesamtspanischen Partei Equo entstand. VerdsEquo ist eine eigenständige Partei, die gleichzeitig aber auch als valencianische Schwesterpartei von Equo fungiert (ähnlich dem Verhältnis von CDU und CSU in Deutschland).
Auf europäischer Ebene gehört der BLOC der Europäischen Freien Allianz an und VerdsEquo sind über ihre Mutterpartei Equo Teil der Europäischen Grünen Partei.

## Vorläufer
Ein erstes Wahlbündnis mit dem Namen Compromís pel País Valencià trat 2007 bei der Wahl des valencianischen Regionalparlaments an. Neben BLOC und Els Verds-Esquerra Ecologista del País Valencià (EV-EE, Vorgänger von VerdsEquo) waren auch noch andere Parteien, die heute nicht mehr Compromís angehören, Teil dieses Wahlbündnisses: die IU, Els Verds del País Valencià (eine weitere grüne Partei) und Izquierda Republicana (IR). Auf dieses Wahlbündnis entfielen 8 % der Stimmen und sieben der 99 Sitze im Regionalparlament. Diese sieben Abgeordneten bildeten im Regionalparlament eine Fraktion. Bereits 2008 kam es jedoch zu Spannungen innerhalb des valencianischen Regionalverbands der IU, die schließlich zur Abspaltung der Iniciativa del Poble Valencià führte. Auch die Fraktion spaltete sich. Die drei in der IU verbliebenen Abgeordneten wurden ausgeschlossen bzw. traten aus, sodass in der Fraktion die beiden Abgeordneten von Iniciativa und von BLOC verblieben.
Zu den gesamtspanischen Parlamentswahlen 2008 traten dann erstmals die drei heute zu Compromís gehörenden Parteien unter der Bezeichnung Bloc-Iniciativa-Verds gemeinsam in der Region Valencia zur Wahl an. Auf diese Kandidatur entfielen in der Region aber nur 1 % der Stimmen, sodass sie keinen Abgeordneten im spanischen Parlament stellen konnte.

## Wahlen 2011
Für die Wahl zum valencianischen Regionalparlament 2011 traten diese drei Parteien wieder gemeinsam an, diesmal unter der Bezeichnung Coalició Compromís. Mit 7 % und sechs Abgeordneten im Regionalparlament erreichte sie ihr erstes beachtenswertes Ergebnis.
Für die Wahl zum spanischen Parlament am 20. November 2011 schloss sich in der Region Valencia auch Equo diesem Wahlbündnis an, dass jetzt die Bezeichnung Compromís-Q führte. Es erzielte in der Region ein Ergebnis von 5 % und ein Mandat im spanischen Abgeordnetenhaus.

## Wahlen 2015 und Beteiligung an der Regionalregierung

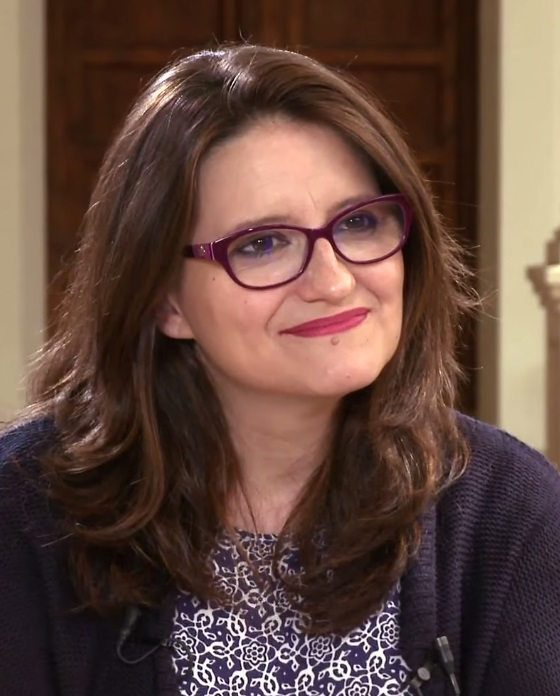
Mònica Oltra, stellvertretende Ministerpräsidentin der Region Valencia

Bei der Wahl zum valencianischen Regionalparlament 2015 konnte Compromís mit 18,5 % das Ergebnis im Vergleich zur letzten Wahl mehr als verdoppeln und 19 Sitze im Regionalparlament erringen. Nach der Wahl bildete Compromís in einer Koalition mit der sozialdemokratischen PSOE die Regionalregierung und stellt mit Mònica Oltra (Iniciativa) die stellvertretende Ministerpräsidentin der Region. Nach der Kommunalwahl, die gleichzeitig stattfand, stellt Compromís mit Joan Ribó außerdem den Bürgermeister der Stadt Valencia.
Für die spanische Parlamentswahl am 20. Dezember 2015 bildeten die drei Mitgliedsparteien von Compromís in der Region Valencia eine Gemeinschaftskandidatur mit der gesamtspanischen Linkspartei Podemos. Auf diese entfielen in der Region 25 % der Stimmen, womit sie neun Abgeordnete im spanischen Abgeordnetenhaus stellt (fünf von Podemos, zwei von Iniciativa, zwei von BLOC). Nachdem das Präsidium des Abgeordnetenhauses die Bildung einer eigenen Fraktion dieser neun Abgeordneten abgelehnt hatte, schlossen sich die fünf Podemos-Mitglieder der Podemos-Fraktion an, während die vier Compromís-Abgeordneten Teil der Grupo Mixto („gemischte Fraktion“) wurden, in der nach der Geschäftsordnung des Parlaments automatisch alle Abgeordneten zusammengefasst werden, die keiner anderen Fraktion angehören.

## Wahl 2016
Zur spanischen Parlamentswahl 2016 kam es in der Region Valencia zu einer Gemeinschaftskandidatur von Podemos, IU und den Compromís-Parteien. Auf diese entfielen wieder 25 % der Stimmen in der Region und neun Abgeordnete (vier von Podemos, einer von IU, zwei von Iniciativa und zwei von BLOC). Die fünf Abgeordneten von Podemos und IU schlossen sich der Fraktion von Unidos Podemos an, während die vier Compromís-Abgeordneten wieder Teil der Grupo Mixto wurden.

## Wahlen 2019
Bei der spanischen Parlamentswahl vom 28. April 2019 und der am selben Tag stattfindenden Wahl zum valencianischen Regionalparlament traten die drei Compromís-Parteien wieder gemeinsam an. Die Gemeinschaftskandidatur mit Podemos und IU für die Wahlen zum spanischen Parlament wurde aber nicht erneut aufgelegt.
Bei der Wahl zum spanischen Abgeordnetenplatz wurde Compromís in der Region Valencia mit 6,5 % und einem Mandat hinter PSOE, PP, Ciudadanos, Unidas Podemos und VOX sechststärkste Kraft. Bei der Wahl zum Regionalparlament belegte Compromís mit 16,4 % und 17 Sitzen jedoch den vierten Platz und ließ VOX und Unidas Podemos hinter sich.